# Іноземні добровольці в Боснійській війні
Іноземні добровольці в Боснійській війні боролися за кожну зі сторін конфлікту: боснійців-мусульман, хорватів та сербів. У документах тих часів широко представлено національний склад кожного військового формування, проте частка іноземців в особовому складі не перевищувала 5%. Як правило, у збройних формуваннях боснійців з іноземних добровольців і найманців переважали громадяни ісламських країн (у тому числі і моджахеди), у збройних формуваннях Республіки Сербської та Республіки Сербської Країни — жителі країн Східної Європи (особливо ті, що сповідують православне християнство), у збройних формуваннях хорватів — громадяни країн Західної Європи, США та особи, які дотримувалися католицького віросповідання. Багато іноземних військовослужбовців боролися за конкретну сторону виключно за своїми релігійними чи політичними спонуканнями або через свої близькі культурно-родинні зв'язки з конкретною країною.

## У формуваннях боснійських мусульман
Ядро добровольців, що билися на боці боснійців, складали моджахеди. Чисельність арабських моджахедів, які прибули до Боснії манівцями і билися на боці боснійців, досі не встановлена: цифри коливаються від 300 до 6 тисяч людей. Серед них були як суніти, так і шиїти. Серед сунітів були й ті, хто брав участь у війні в Афганістані проти радянських військ.

### Суніти
У Боснії моджахеди з'явилися ще 1992 року, причому в них якимось чином виявилися хорватські документи. Вже тоді пролунали перші заяви про загрозу поширення ісламського фундаменталізму по всій Європі. Втім, моджахеди у боснійців популярністю не користувалися: нестачі добровольців в Армія Республіки Боснія і Герцеговина не було, боснійцям потрібна була лише зброя. Довіри від генералітету боснійських військ та офіцерів до моджахедів взагалі не було, оскільки ті прибули в Боснію через Хорватську республіку Герцег-Босна, де мусульман могли заарештувати. На думку хорвата Степана Шибера з генералітету АРБіГ, моджахедів у Боснію відправив особисто Франьо Туджман за підтримки хорватської контррозвідки, щоб звалити на них звинувачення у злочинах, скоєних хорватськими військами проти цивільного населення. Значення моджахедів штучно роздмухував Алія Ізетбегович, назвавши їх символом підтримки Боснії мусульманами всього світу, хоча вони відігравали більше політичну, а не військову роль.
13 серпня 1993 у боснійській армії з'явився батальйон «Ель-Муджахід» або «Катеебат аль-Муджахідеен» («батальйон, що здійснює зусилля») з метою почати контролювати іноземних мусульманських добровольців, що безперервно прибували. Спочатку мусульмани займалися постачанням продовольства цивільному населенню та відновлювали те, що було зруйновано під час зіткнення із сербами. Після того, як уряд Боснії посварився з Хорватською радою оборони, моджахеди вступали в бої проти хорватів на боці боснійської армії.. На судовому процесі над Расімом Деличем араби, які виступали як свідки, заявляли, що батальйон моджахедів був лише частиною ланцюжка командування боснійської армії: всі рішення приймали емір і шура — командир моджахедів і вища рада, оскільки командуванню боснійської армії вони не довіряли.
Де-факто підтверджено, що моджахеди були так чи інакше причетні до якихось воєнних злочинів, проте залучити до суду когось із них не вдалося. Декілька боснійських офіцерів, пов'язаних з моджахедами, постали перед судом, приміром Амір Кубура і Енвер Хаджихасанович. Але довести їхню провину у скоєнні злочинів за участю моджахедів так і не вдалося: до того ж з'ясувалося, що 3-й армійський корпус боснійської армії мав повне право напасти на моджахедів у випадку, якщо вони являтимуть загрозу боснійським військам. Вже після війни уряд Алії Ізетбеговича спробував запровадити закон про надання громадянства моджахедам проте до 2007 року боснійський уряд , розглянувши близько 1000 звернень, відмовив більш ніж 420 особам у проханнях про надання боснійського громадянства.
Після війни підрозділи моджахедів були розформовані, і їм довелося згідно з умовами Дейтонської угоди піти з Балкан. Державний департамент США стверджував, що кількість моджахедів, названа офіційною владою, суттєво применшена, але старший представник SFOR заявив, що в Боснії на даний момент проживають не більше ніж 200 колишніх військових, які народилися за кордоном.

### Шиїти
Мусульмани Боснії за своїми релігійними переконаннями суніти, однак шиїтський Іран став першою країною ісламського світу, який надав підтримку боснійцям. Понад дві третини одиниць зброї, яку отримали збройні формування боснійських мусульман, було передано саме з Ірану: лише з травня 1994 по січень 1995 року Іран відправив до Боснії понад 5 тонн зброї та боєприпасів. Шиїти з ліванського руху «Хезболла» також їхали в Боснію добровольцями. Агент ЦРУ Роберт Бер (англ. Robert Baer), який працював у Сараєві, пізніше стверджував:
|  | У Сараєві уряд боснійських мусульман — клієнт іранців. Якщо вибирати між ЦРУ та іранцями, вони у будь-якому разі оберуть іранців |

У США також твердять, що боснійському уряду допомагали кілька сотень вояків із Вартових Ісламської революції. Ближче до кінця війни ліванських добровольців із «Хезболли» почали переводити з фронту в тил для охорони об'єктів або для сутичок з легко озброєними противниками, оскільки навчених солдатів у боснійців вистачало, а іноземні моджахеди могли виконувати й іншу, більш корисну роботу.

## У хорватських формуваннях
Основними силами, які представляли Хорватію в конфлікті, були армія Хорватії та Хорватська рада оборони. Серед них було чимало іноземних добровольців і найманців, які дотримувалися католицького чи протестантського віросповідання. Деякі з них отримували суми у розмірі кількох тисяч доларів США, однак частина іноземців була одержима ідеями неонацизму, білого націоналізму, антикомунізму і католицького клерикалізму. Офіційно з 1991 по 1995 рік у Хорватії побував щонайменше 481 іноземний доброволець. Згідно з твердженнями колишнього неонациста Інго Гассельбаха у книжці «Екс-фюрер», у лавах хорватських військових формувань воювало багато неонацистів, які проходили військову підготовку в німецьких військових таборах. Серед учасників бойових дій були іноземні добровольці з Великобританії, Німеччини, Франції, Австрії, Канади, Іспанії, Італії, Нідерландів, США, Ірландії, Польщі, Австралії, Нової Зеландії, Угорщини, Норвегії, Швеції, Чехії, Словаччини, Болгарії, Данії, Фінляндії та країн колишнього СРСР.
В армії Хорватії було створено 103-тю міжнародну піхотну бригаду, куди входили добровольці з багатьох вищезгаданих країн: у бригаді діяли італійський батальйон імені Гарібальді та французький загін імені Жака Доріо. Чимало добровольців і найманців проходили свого часу службу у Французькому іноземному легіоні. Багато добровольців приєдналися до хорватських сил у Боснії в 1992 році, коли в Хорватії було укладено перемир'я.
За хорватські війська билися і албанські найманці, які намагалися добитися вигнання сербського населення з Боснії та Хорватії і, скориставшись політичною плутаниною всередині Югославії, домогтися відторгнення Косова та Метохії. Серед відомих албанців, що воювали в Хорватії, вирізняються Аґім Чеку і Рахім Адемі. Велику допомогу надавали «неонацисти» з Німеччини та Австрії, які билися в лавах Хорватських оборонних сил, утворених Партією права і розпущених 1992 року (засновник партії та оборонних сил Доброслав Парага пізніше потрапив під суд у Хорватії). Також на боці хорватів билися українські націоналісти з воєнізованої організації УНА-УНСО і неонацисти з країн колишнього СРСР (у тому числі й Росії).
Одним із найдивніших найманців, що воювали на боці Хорватії, був ліберієць Джекі Арклев, якого в дитинстві усиновила шведська сім'я, проте він неймовірним чином став затятим неонацистом. У 1990-ті роки він прибув у Хорватію, де служив в одному з воєнізованих формувань і охороняв концтабори Геліодром і Дретель, у яких утримували полонених боснійських цивільних.1995 року його засудили в Сараєві на 13 років в'язниці. Після екстрадиції у Швецію Арклева було повністю виправдано, однак після повторного розгляду справи його було засуджено до довічного позбавлення волі..

## В армії Республіки Сербської
Під час війни 1992—1995 рр. боснійські серби дістали підтримку слов'янських і православних добровольців із низки країн, включаючи Росію. На думку низки західних дослідників, всього на боці боснійських сербів воювало до 4000 добровольців із Росії, України, Греції, Румунії, Болгарії тощо
У вересні 1992 року в місті Требинє виник перший загін російських добровольців у Боснії, який налічував 10 бійців (РДО-1). Очолив його колишній морський піхотинець Валерій Власенко. Він воював проти армії боснійських хорватів і підрозділів регулярної хорватської армії упродовж вересня—грудня 1992 року. Ядро загону склала група добровольців із Санкт-Петербурга. Загін діяв у складі зведеного сербсько-російського підрозділу. Наприкінці 1992 року РДО-1 припинив своє існування.

Чорно-жовто-білий прапор, який використовували добровольці з колишнього СРСР

РДО-2, який дістав через монархічні переконання кількох його учасників прізвисько «Царські вовки», було створено 1 листопада 1992 у Вишеграді. Його командиром став 27-річний Олександр Мухарєв, який воював навесні—літом 1992 року в Придністров'ї та отримав за ініціалами позивний «Ас». Заступником командира став Ігор Гіркін, відомий зараз як «Стрілков». 28 січня 1993 року основна частина «Царських вовків» передислокувалася до Прибою, забравши з собою і прапор загону. Там у Прибої загін успішно воював близько двох місяців. Потім 27 березня «Царські вовки» поїхали на західну околицю Сараєва до Іліджі. У серпні 1993 року РДО-2 перестав існувати, а його прапор здали в Храм Святої Трійці у Белграді.
Восени 1993 року було створено РДО-3, що складався з ветеранів і новоприбулих добровольців.. На чолі загону в листопаді того ж року став колишній прапорщик морської піхоти та ветеран бойових дій в Абхазії 39-річний Олександр Володимирович Шкрабов. РДО-3 базувався на південно-східній околиці Сараєва, входячи до складу Новосараєвського четницького загону, яким командував воєвода Славко Алексич.
Восени 1994 року значна частина російських добровольців влилася в 4-й розвідувально-диверсантський загін Сараєвсько-Романійського корпусу, більш відомий як «Білі вовки». У складі загону добровольці взяли участь у великій кількості операцій у Сараєві та його околицях. За списками «Білі вовки» налічували до 80 осіб. Командував ними Срджан Кнежевич. Після підписання Дейтонських угод і закінчення війни багато добровольців повернулися в Росію.
2013 року уряд Республіки Сербської ухвалив рішення посмертно нагородити орденом Мілоша Обилича 29 добровольців із колишнього СРСР..
З інших іноземних добровольців виділяються греки, чий підрозділ «Грецька добровольча гвардія» чисельністю близько 100 осіб надавав активну допомогу сербам у боях у Східній Боснії, зокрема за Сребреницю. Цей же підрозділ звинувачується в тому, що саме він брав активну участь у різанині несербського населення в місті. У Грецькій добровольчій гвардії служили православні, проте допомогу сербам надавали і радикальні націоналісти з організації «Хрисі Авгі», які дотримувалися язичницьких вірувань. Також вважається, що на допомогу сербам приходили польські націоналісти з рухів «Національно-радикальний табір» і «Національне відродження Польщі». У травні 1995 року Герцеговинський корпус навіть устиг сформувати інтербригаду Східної Боснії, що налічувала від 150 до 600 душ Також відомий якийсь корейський доброволець із 3-го РДО, який брав участь у боях із силами боснійських мусульман у районі Грбавиці (Сараєво).